# Brad Pitt
William Bradley "Brad" Pitt (Shawnee, Oklahoma, 18. prosinca 1963.), američki filmski glumac, producent i aktivist. Postao je slavan sredinom devedesetih nakon pojavljivanja u nekoliko velikih holivudskih filmova. Bio je nominiran za Oscar, a osvojio je Zlatni globus, oboje za svoju ulogu u filmu Dvanaest majmuna 1995.
Pitt se u popularnim medijima često navodi kao jedan od najatraktivnijih živućih muškaraca te se smatra članom holivudske glumačke prve lige. Svjetski mediji detaljno su popratili njegov brak s Jennifer Aniston te vezu s glumicom Angelinom Jolie. Otac je šestero djece s Jolie, od kojih su svi naveliko popraćeni u medijima. Otkad je započeo vezu s Jolie, postao je jedan od poznatijih društvenih aktivista, i u Americi, i u inozemstvu.

## Rani život
Pitt je rođen u Shawneeju u Oklahomi, kao sin Jane Etta, srednjoškolske pedagoginje, i Williama Alvina Pitta, vlasnika tvrtke za prodaju kamiona. Zajedno sa svojim bratom Dougom i sestrom Julie Neal je odrastao u Springfieldu u Missouriju, gdje se obitelj preselila ubrzo nakon njegova rođenja. Pitt je odgojen kao baptist. Pohađao je Kickapoo High School, gdje se bavio sportom, debatama, bio član učeničkog vijeća te glumio. Pohađao je novinarsku školu na Sveučilištu Missouri-Columbia. Član je Sigma Chi bratstva.

## Karijera

### Rana karijera
Pitt se 1987. doselio na Beverly Hills u Kaliforniju. Šest godina je studirao glumu kod učitelja Roya Londona. Prvo se pojavio u sitcomu Head of the Class zajedno sa zvijezdom serije, Robin Givens. Gostovao je i u dvije epizode Growing Pains. Nakon toga je nastupao u ulozi Chrisa u dugogodišnjoj sapunici Another World. Kad se prijavio na audiciju za seriju Our House, rekli su mu da pročita drugu ulogu pa je tako dobio ulogu dečka Shalane McCall, Charlesa, u sapunici Dallas. Nastupao je i u popularnim serijama, kao što su Thirtysomething, 21 Jump Street i Freddy's Nightmares. Pojavio se i u filmovima, doduše nepotpisan, Manje od ništice i Ničija zemlja, a nakon toga i u Cutting Class, kao manijak koji proganja navijačice. 1987. se pojavio kao statist u filmu Bez izlaza, s Kevinom Costnerom i Geneom Hackmanom.

### Osrednji uspjeh
1988. je dobio svoju prvu glavnu ulogu, u Tamnoj strani sunca, gdje je glumio mladog Amerikanca kojeg obitelj odvodi na Jadran kako bi se izliječio od kožne bolesti. Film je sniman u Jugoslaviji u ljeto 1988., a Pitt je tjedno dobivao 1523 dolara za sedam tjedana. No, kad je montaža već bila pri kraju, izbio je rat te je većina materijala izgubljena; film je objavljen 1997. Pitt je nakon toga dobio ulogu u TV filmu Too Young to Die?, o zlostavljanoj tinejdžerici koju osuđuju na smrtnu kaznu zbog umorstva. Pitt je glumio narkomana Billyja Cantona koji izvlači korist od djevojke u bijegu koju je glumila Juliette Lewis.
1991. je nastupio s Verom Martins u filmu Across the Tracks, u kojem je portretirao srednjoškolskog atletičara s problematičnim bratom povezanim s kriminalom kojeg je glumio Ricky Schroder. Pitt je privukao pažnju sporednom ulogom u filmu Ridleyja Scotta, Thelma i Louise, gdje je glumio sitnog kriminalca lutalicu koji se sprijatelji s Thelmom (Geena Davis). Njegova ljubavna scena s Davis, u kojoj je prikazan gol iznad pasa s kaubojskim šeširom često se navodi kao "kultna" i trenutak koji je učinio Pitta "seks simbolom".
Iste godine se pojavio u niskobudženom filmu Toma DiCilloa Johnny Suede s Catherine Keener i Nickom Caveom, kao nespretni sanjar sa željom da postane rock zvijezda. Pitt je pristao na ulogu prije nego što je snimio Thelma i Louise. Nakon što je nastupio u Cool World, Pitt se 1992. pojavio u filmu Roberta Redforda Rijeka sjećanja. 1993. je došla Kalifornija, film ceste u kojem je igrao serijskog ubojicu, zajedno s Juliette Lewis i Davidom Duchovnyjem.

### 1994. – 2000.: Mainstream uspjeh i priznanje
1994. je glumio vampira Louisa de Pointe du Laca u ekranizaciji romana Anne Rice, Intervju s vampirom. Kako je igrao vampira iz 18. stoljeća, svaki je dan morao provoditi nekoliko sati na šminkanju kako bi poprimio karakterističnu bijelu kožu; Pitt je nosio par svijetlećih zelenih očiju, vampirske očnjake i vlasulju do ramena. U filmu su nastupili i jedanaestogodišnja Kirsten Dunst, Tom Cruise, Christian Slater i Antonio Banderas. Uslijedili su Legenda o jeseni i Sedam. U Sedam je glumio s Morganom Freemanom detektivaa Davida Millsa koji lovi serijskog ubojicu (Kevin Spacey). Zatim je nominiran za Oscar za najboljeg sporednog glumca za izvedbu u Dvanaest majmuna.
1997. je glumio irskog terorista u filmu Sjeme zla, zajedno s Harrisonom Fordom; bio je to jedan od nekoliko filmova u kojima je govorio irskim naglaskom. Iste godine je glumio austrijskog planinara Heinricha Harrera u filmu Sedam godina u Tibetu Jean Jacquesa Annauda. Pitt je trenirao nekoliko mjeseci za ulogu koja je zahtijevala mnogo kretanja i penjanja po planinama - zajedno s kolegom iz filma, engleskim glumcem Davidom Thewlisom, penjao se po stijenama u Kaliforniji i u Alpama. Zbog tema tibetanskog nacionalizma u filmu, kineska vlada izdala je Pittu i Thewlisu doživotnu zabranu ulaska u Kinu.
Godine 1998. je glumio naslovnog junaka u Upoznajte Joea Blacka, odnosno utjelovljenje Smrti koje nastanjuje tijelo mladića kako bi saznalo kako je to biti čovjek. Pitt je po drugi put nastupio s velškim glumcem Anthonyjem Hopkinsom, poslije filma Legenda o jeseni. 1999. je nastupio u Klubu boraca, adaptaciji romana Chucka Palahniuka. Pod režijom Davida Finchera, Pitt je portretirao kompleksnog i prepredenog Tylera Durdena.
Godine 2000. je igrao Mickeyja, irskog boksača lutalicu u gangsterskom filmu Zdrpi i briši, zajedno s Jasonom Stathamom, Vinniejem Jonesom i Beniciom del Torom.  Film je govorio o velikoj pljački dijamanata, ruskoj i američkoj mafiji te svijetu podzemlja. Pitt je, osim naglaska, vježbao i boks u Watfordu.

### 2000-te: Prijelaz u prvu ligu
Pitt je 2000. snimio hladnoratovski triler Zanimanje špijun u kojem je nastupio uz veterana Roberta Redforda, koji je glumio njegova mentora. Sljedeće godine je radio s dugogodišnjom prijateljicom Julijom Roberts u komičnom filmu ceste Mexican. Na kraju godine, Pitt je dovršio film Oceanovih jedanaest s Georgeom Clooneyjem i Mattom Damonom, remake originalnog filma iz 1960. s Frankom Sinatrom.
Od tada je glumio u brojnim filmovima, kao što su Oceanovih dvanaest i spektaklu Troja, temeljenom na Ilijadi, u kojem je utjelovio legendarnog heroja Ahileja. Ironično, tijekom produkcije filma, Pitt je ozlijedio Ahilovu tetivu, zašto je produkcija otakazana za nekoliko tjedana. 2005. je nastupio u akcijskom hitu Gospodin i gospođa Smith, u kojem su on i Angelina Jolie glumili muža i ženu ubojice.
U ožujku 2006. je najavljeno da je Paramount otkupio prava na roman Sparrow za Pittovu produkcijsku kuću, Plan B, a on je trebao glumiti Sandoza. U lipnju je objavljeno da će Paramount i Plan B raditi na novom filmu o zombijima zvanom World War Z, temeljenom na istoimenoj knjizi Maxa Brooksa.
Krajem iste godine, Pitt se vratio u Hollywood u hvaljenom Babelu Alejandra Gonzáleza Iñárritua, uz Cate Blanchett. Film je nominiran za ukupno sedam Oscara i Zlatnih globusa, od kojih se jedna nominacija odnosila na Zlatni globus za najboljeg sporednog glumca za Pitta. Te godine je producirao i kasniji najbolji film godine, Pokojni. 2005. je producirao i nastupio u Ubojstvu Jesseja Jamesa od kukavice Roberta Forda redatelja Andrewa Dominika, ali je film objavljen tek krajem 2007. Iako su i film i Pitt dobili pohvale (film se pojavio na listi 10 najboljih filmova 2007.), ipak je loše prošao na komercijalnom planu.

### Drugi projekti
Zajedno s Jennifer Aniston i šefom Paramounta Bradom Greyom, Pitt je osnovao produkcijsku kompaniju Plan B. Aniston više nije partner u tvrtki, iako je povezana s mnogim projektima koji su bili zakazani prije njenog razvoda od Pitta. Kompanija je producirala blockbuster Charlie i tvornica čokolade s Johnnyjem Deppom, kao i Pokojne i Ubojstvo Jesseja Jamesa od kukavice Roberta Forda.
Pitt je gostovao u jednoj epizodi osme sezone Prijatelja, kao čovjek koji mrzi Rachel Green, posudio glas u epizodi Kralja brda, gdje je glumio Boomhauerova brata, Patcha Boomhauera, te u epizodi MTV-jeva serijala Jackass.
Pitt je aktivni zagovaratelj istraživanja bolesti kao što je AIDS. Bio je pripovjedač hvaljene PBS-ove serije Rx for Survival: A Global Health Challenge koja govori o važnim zdravstvenim svjetskim problemima. Pitt se našao i među osnivačima Not On Our Watch, organizacije koja usmjerava svjetsku pozornost i sredstva u zaustavljanje i sprječavanje masovnih užasa kao što je humanitarna katastrofa u Darfuru, zajedno s Georgeom Clooneyjem, Mattom Damonom, Donom Cheadleom i Jerryjem Weintraubom.

## Privatni život
Krajem osamdesetih i devedesetih, Pitt je hodao s nekoliko glumica s kojima je nastupao, uključujući Robin Givens (Head Of The Class), Jill Schoelen (Cutting Class), Juliette Lewis (deset godina mlađa od njega, Juliette je bilo šesnaest kad su počeli vezu) (Too Young to Die i Kalifornija) i Gwyneth Paltrow (Sedam). Osim toga, hodao je i s glumicama Sinittom, Thandie Newton i Jitkom Pohlodek.

### Brak s Jennifer Aniston
Pitt je 1998. upoznao Jennifer Aniston, glumicu iz Prijatelja i oženio je na svečanosti u Malibuu 29. srpnja 2000. Par se osigurao da ceremonija ostane privatna angažiravši stotine zaštitara da spriječe upad paparazza; u medijima je objavljena samo jedna slika s vjenčanja.
Iako je brak nekoliko godina smatran jednim od rijetkih uspješnih u Hollywoodu, počele su kružiti glasine o bračnim problemima, a Pittovi su 7. siječnja 2005. najavili svoju rastavu. Kako je njihov brak bio pri kraju, on i glumica Angelina Jolie bili su akteri naveliko popraćenog skandala u kojem je Jolie često navođena kao "druga žena", ponajviše zbog međusobne kemije tijekom snimanja Gospodina i gospođe Smith. Iako su i Pitt i Jolie opovrgnuli glasine o preljubu, špekulacije su se nastavile u 2004. pa sve do početka 2005. U intervjuu s Ann Cury u lipnju 2005., Jolie je objasnila, "Biti intiman s oženjenim muškarcem, kad je moj vlastiti otac varao moju majku, nije nešto što bih mogla oprostiti. Ne bih se mogla pogledati ujutro da sam to učinila. Ne bi me privlačio muškarac koji bi prevario svoju ženu."
Aniston je 25. ožujka podnijela zahtjev za razvod koji je finaliziran 2. listopada 2005. godine.

### Veza i brak s Angelinom Jolie
Mjesec dana nakon što je Aniston podnijela zahtjev za razvod braka, u travnju 2005., nekoliko paparazzi fotografija je potvrdilo glasine o vezi između Pitta i Angeline Jolie. Fotografije, koje su navodno prodane za 500 tisuća dolara, prikazale su Pitta, Jolie i njezina sina Maddoxa na plaži u Keniji. Tijekom ljeta par je viđan sve češće, a tabloidi su ih nazvali "Brangelina". Dva mjeseca poslije, u srpanjskom izdanju časopisa W su izašle fotografije Pitta i Jolie kao para.
Istog mjeseca Pitt se pridružio Jolie u Etiopiji, gdje je Jolie posvojila svoje drugo dijete, šestomjesečnu djevojčicu Zaharu. Kasnije je izjavila kako ona i Pitt namjeravaju usvojiti dijete zajedno. U prosincu iste godine je potvrđeno kako Pitt traži pravno posvajanje Joliene dvoje djece kao svoje. Kalifornijski sudac je 19. siječnja 2006. odobrio zahtjev, a djeca su dobila prezimena "Jolie-Pitt".
Tijekom dobrotvornog putovanja na Haiti s Wyclefom Jeanom, počele su kružiti glasine kako je Jolie trudna. Jolie je 11. siječnja 2006. potvrdila za časopis People kako čeka Pittovo dijete. 27. svibnja 2006. je rodila kćer, Shiloh Nouvel Jolie-Pitt. Pitt i Jolie su se vjenčali 23. kolovoza 2014 godine.

### Religijski pogledi
U intervjuu iz listopada 2007., Pitt je rekao PARADE-u kako više nije fundamentalni kršćanin. Rekao je:
"Uvijek sam imao mnogo pitanja o svijetu, čak i u vrtiću. Važno pitanje za mene bilo je pravednost. Da sam odrastao u nekoj drugoj religiji, bih li imao istu viziju Raja kao kršćanin? Moja mama bi došla u moju sobu razgovarati sa mnom. Imao sam puno sreće što sam mogao razgovarati s njom, ali sam u srednjoj školi počeo shvaćati da se osjećam drugačije od drugih."

## Filmografija
| Godina | Film                                              | Uloga                                         | Bilješke                                                                                                |
| ------ | ------------------------------------------------- | --------------------------------------------- | --- |
| 1987.  | Bez izlaza                                        | Policajac na zabavi                           | |
| 1987.  | Ničija zemlja                                     | Konobar                                       | |
| 1987.  | Manje od ništice                                  | Čovjek na zabavi                              | |
| 1987.  | Cutting Class                                     | Dwight Ingalls                                | Prva veća uloga                                                                                         |
| 1990.  | Too Young to Die?                                 | Billy Canton                                  | |
| 1991.  | Across the Tracks                                 | Joe Maloney                                   | |
| 1991.  | Thelma i Louise                                   | J.D.                                          | Prvi mainstream film                                                                                    |
| 1991.  | Johnny Suede                                      | Johnny Suede                                  | |
| 1992.  | Kontakt                                           |                                               | Kratki film                                                                                             |
| 1992.  | Cool World                                        | Detektiv Frank Harris                         | |
| 1992.  | Rijeka sjećanja                                   | Paul Maclean                                  | |
| 1993.  | Kalifornija                                       | Early Grayce                                  | |
| 1993.  | Prava romansa                                     | Floyd                                         | |
| 1994.  | Usluga                                            | Elliott Fowler                                | |
| 1994.  | Intervju s vampirom                               | Louis de Pointe du Lac                        | |
| 1994.  | Legenda o jeseni                                  | Tristan Ludlow                                | |
| 1995.  | Sedam                                             | David Mills                                   | |
| 1995.  | Dvanaest majmuna                                  | Jeffrey Goines                                | Zlatni globus za najboljeg sporednog glumca Nagrada Saturn za najboljeg sporednog glumca                |
| 1996.  | Spavači                                           | Michael Sullivan                              | |
| 1997.  | Sjeme zla                                         | Francis "Frankie" Austin McQuire/Rory Devaney | |
| 1997.  | Sedam godina u Tibetu                             | Heinrich Harrer                               | |
| 1997.  | Tamna strana sunca                                | Rick                                          | Snimljen 1988. u Jugoslaviji                                                                            |
| 1998.  | Upoznajte Joea Blacka                             | Joe Black/Čovjek u kafiću                     | |
| 1999.  | Biti John Malkovich                               | On sam                                        | cameo                                                                                                   |
| 1999.  | Klub boraca                                       | Tyler Durden                                  | |
| 2000.  | Zdrpi i briši                                     | Mickey O'Neil                                 | |
| 2001.  | Mexican                                           | Jerry Welbach                                 | |
| 2001.  | Zanimanje špijun                                  | Tom Bishop                                    | |
| 2001.  | Oceanovih jedanaest                               | Rusty Ryan                                    | |
| 2002.  | Full Frontal                                      | Brad/On sam                                   | |
| 2002.  | Ispovijedi opasnog uma                            | Brad, Neženja #1                              | |
| 2003.  | Sinbad: Legenda o 7 mora                          | Sinbad                                        | glas |
| 2003.  | Abby Singer                                       | On sam                                        | cameo                                                                                                   |
| 2004.  | Troja                                             | Ahilej                                        | |
| 2004.  | Oceanovih dvanaest                                | Rusty Ryan                                    | |
| 2005.  | Gospodin i gospođa Smith                          | John Smith                                    | |
| 2006.  | Babel                                             | Richard                                       | |
| 2007.  | Oceanovih trinaest                                | Rusty Ryan                                    | |
| 2007.  | Ubojstvo Jesseja Jamesa od kukavice Roberta Forda | Jesse James                                   | |
| 2008.  | Spaliti nakon čitanja                             | Chad Feldheimer                               | |
| 2008.  | Neobična priča o Benjaminu Buttonu                | Benjamin Button                               | Nominacija za Oscar za najboljeg glavnog glumca Nominacija za Zlatni globus za najboljeg glumca – drama |
| 2009.  | Nemilosrdni gadovi                                | Poručnik Aldo Raine                           | |
| 2010.  | MaksimUm                                          | Metroman                                      | glas |
| 2011.  | Drvo života                                       | gdin. O'Brien                                 | |
| 2011.  | Igra pobjednika                                   | Billy Beane                                   | |
| 2011.  | Ples malog pingvina 2                             | Will the Krill                                | glas |

### Producent
- Pokojni (2006.)
- Život na rubu (2006.)
- Godina psa (2007.) (izvršni producent)
- Veliko srce (2007.) (ko-producent)
- Ubojstvo Jesseja Jamesa od kukavice Roberta Forda (2007.)
- Privatni životi Pippe Lee (2009.) (izvršni producent)
- Žena vremenskog putnika (2009.) (izvršni producent)
- Jedi moli voli (2010.) (izvršni producent)
- Kick-Ass (2010.)
- Drvo života (2011.)

## Vanjske poveznice

### Sestrinski projekti
|  | Zajednički poslužitelj ima još gradiva o temi Brad Pitt |

### Mrežna sjedišta
- Brad Pitt u internetskoj bazi filmova IMDb-u (engl.)
- About.com Profil Brada Pitta, aktivista i glumca
- Not On Our Watch: Dobrotvorna organizacija koju su osnovali George Clooney, Brad Pitt, Matt Damon, Don Cheadle i Jerry Weintraub  Arhivirana inačica izvorne stranice od 12. svibnja 2007. (Wayback Machine)